# Steve (personaggio)
Steve è il personaggio giocante del videogioco sandbox Minecraft. Creato dallo sviluppatore svedese Markus Persson e introdotto nel 2009, Steve è il primo delle nove skin base per i giocatori delle versioni. Essendo un avatar personalizzabile, Steve non ha una vera e propria biografia. Nell'agosto del 2014 è stata introdotta la sua controparte femminile, Alex. Diverse altre skin base sono state aggiunte nell'ottobre 2022.
Steve è divenuto uno personaggio più riconoscibili nell'industria videoludica, dopo il successo commerciale del franchise di Minecraft, considerato anche dai critici come mascotte della serie. Nell'ottobre 2020 Steve ed Alex sono stati aggiunti come personaggi utilizzabili in Super Smash Bros. Ultimate. Steve è interpretato da Jack Black nella trasposizione cinematografica Un film Minecraft, uscito nell'aprile 2025.

## Caratterizzazione
Steve è una delle nove skin base disponibili per i nuovi giocatori di Minecraft. Le "skin" sono l'aspetto dell'avatar del giocatore che lo rappresenta nel mondo di gioco e può essere cambiata, alterata e rimpiazzata a piacimento dal giocatore stesso. Diverse opzioni permettevano ai giocatori di modificare l'aspetto del personaggio.
Prima dell'introduzione di Alex, Steve era l'unica skin ufficiale base per i giocatori della versione Java e Bedrock del gioco. Nell'originale edizione per console, vi erano fino ad otto varianti di Steve all'aggiunta della grande varietà di personaggi che era possibile acquistare. Inoltre, anche dopo l'aggiunta di Alex, non era possibile scegliere una versione fissa della skin, che veniva scelta casualmente all'inizio di ogni nuovo gioco. Al 2022, Steve, Alex e le altre skin possono essere manualmente scelte in tutte le versioni del gioco, via il menù di gioco o il launcher, a seconda dell'edizione.
Secondo il Lego Club Magazine, Steve e Alex si trovano in una relazione amorosa ed hanno interessi distinti al di fuori della costruzione: Steve è più propenso per lo scavo in miniera e l'alchimia, mentre Alex preferisce esplorare e cacciare. Nell'uscita successiva del magazine, viene detto che dei Creeper si erano infiltrati nell'azienda e avevano scritto loro l'articolo, correggendo che Steve e Alex sono migliori amici. Questo perché i personaggi di Minecraft sono generalmente considerati asessuali, salvo i villager ed alcuni animali.

## Concezione e sviluppo

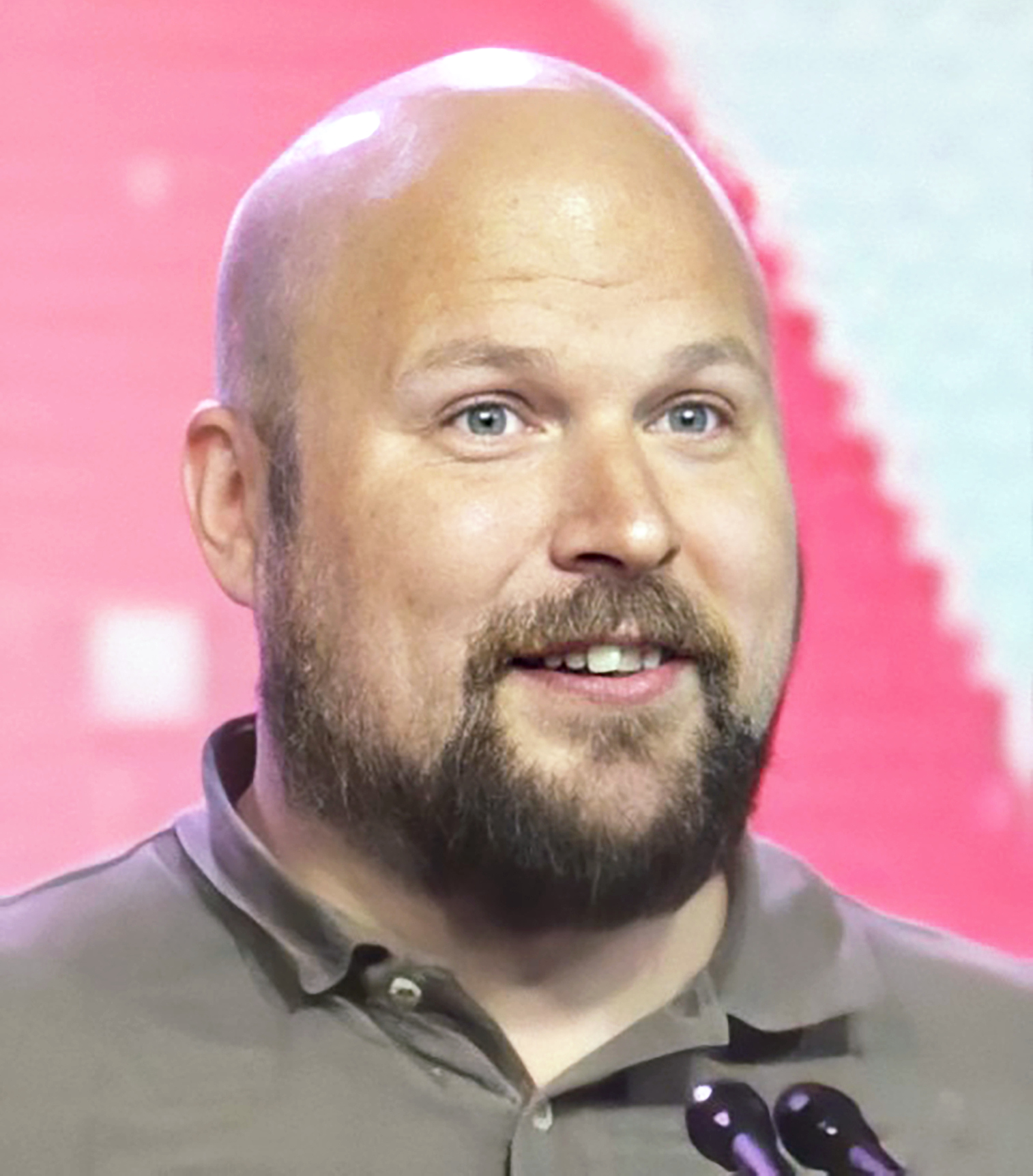
Markus Persson, lo sviluppatore originale di Minecraft e creatore di Steve, nel 2016

Steve è stato creato da Markus Persson per il suo videogioco Minecraft. È un umano con apparenze cubiche, consistente con lo stile del gioco. Steve indossa una maglietta azzurra, un paio di jeans blu e delle scarpe, mentre in faccia ogni tanto porta un pizzetto. Nella edizione per console, Steve indossa diversi altri abiti, come uno smoking, un outfit da carcerato ed uno basato sullo stile scozzese. Il suo nome è nato per scherzo perché Persson pensava fosse "generico", tuttavia è diventato ufficiale dall'uscita di Minecraft: Bedrock Edition. Anche se ha sembianze maschili, il genere di Steve non è mai stato specificato. Nel 2012, l'autore ha spiegato che lo stile cubico di Minecraft ha rafforzato l'estetica "tradizionalmente maschile" del gioco. Ha enfatizzato come Minecraft sia stato creato per essere un videogioco inclusivo dove "non esiste alcun genere" ed il modello del personaggio doveva essere un essere umano asessuato. Ammettendo che limitare l'opzione ad un solo personaggio maschile insinuerebbe che Minecraft fosse "un videogioco solo per ragazzi", Persson disse che una volta provò a creare un personaggio femminile, ma definì il risultato finale "estremamente sessista". Per questo decise di rimuovere la barba di Steve dal gioco, venendo reintrodotta solo nel 2022.
La controparte con sembianze femminile, Alex, venne aggiunta il 22 agosto 2014 per Minecraft: Java Edition. Il personaggio venne aggiunto anche nelle altre edizioni del gioco in date successive. Alex ha un modello simile a quello di Steve, ma con apparenze più femminili: ha capelli arancioni legati in una coda di cavallo ed ha braccia più snelle. Helen Chiang, la responsabile del franchise agli studi Microsoft, spiegò in un'intervista del 2018 che è importante per la compagnia utilizzare il brand come strumento per rimuovere gli stereotipi di genere, presentando Steve ed Alex come qualità ed abilità simili. Nel 2014, un aggiornamento del gioco permise alle skin di avere più "strati", permettendo maggiore dettaglio e personalizzazione ai giocatori.
Nell'agosto 2022, i design di Steve ed Alex sono stati migliorati, aggiungendo più strati per i vestiti ed una nuova texture. Nell'ottobre dello stesso anno, vennero introdotte sette nuove skin utilizzando i modelli di Steve ed Alex come base: Noor, Sunny, Ari, Zuri, Makena, Kai e Efe.

## Accoglienza
I critici credono che Steve abbia raggiunto un livello di impatto culturale e virale superiore alle origini basi come avatar personalizzabile di Minecraft. È stata considerata la faccia del franchise nel materiale promozionale; ed alcuni considerano Steve il personaggio più vicino ad essere considerabile protagonista di Minecraft. Questo è considerato tale anche se non vi è un ufficiale biografia o dialoghi sul personaggio. Steve è considerato uno dei personaggi più iconici della storia della videoludica da Glixel e GamesRadar. Nel 2024, un sondaggio della British Academy of Film and Television Arts ha nominato Steve come il tredicesimo personaggio più iconico della videoludica di tutti i tempi.
Nella pubblicazione del 2017 di 100 Greatest Video Game Characters, Chris Bailey spiega come la scarsa conoscenza di Steve dimostri come gli avatar nei videogiochi vengano percepiti in relazione col giocatore; il personaggio rappresenta appieno lo spirito della libertà e la personalizzazione inerenti ad un videogioco sandbox.

### Super Smash Bros. Ultimate
L'annuncio dell'introduzione di contenuti di Minecraft come DLC per Super Smash Bros. Ultimate, che sono rappresentati principalmente con Steve ed Alex, è stato ricevuto positivamente dalla critica e dai giocatori. Dopo il trailer di annuncio, il social media Twitter ha ricevuto problemi con l'invio di tweet. Il direttore del videogioco Masahiro Sakurai ha twittato "Forse Twitter è caduto...?" una volta che i server sono stati ripristinati. Patricia Hernandez di Polygon e Nadia Oxford di US Gamer notarono come le animazioni di vittoria sembrassero suggestive, generando ancora più discussione sul debutto del personaggio nel crossover.
Nella sua recensione del DLC di Steve, Mitchell Saltzman di IGN descrive Steve come uno dei personaggi più complessi mai introdotti al gioco in termini di meccaniche ed evidenzia il modo in cui gli sviluppatori siano riusciti ad incorporare la risorse ed i metodi di crafting di Minecraft nelle mosse di Steve. Lo staff di Kotaku si divise: Ian Walker considerò Steve uno dei personaggi più eccitanti da giocare dopo aver osservato le abilità costruttive del personaggio ad un evento; mentre Ari Notis lo definisce il "personaggio più strano con cui abbia mai giocato", criticando l'aspetto e la modalità di giochi.

## Altre apparizioni

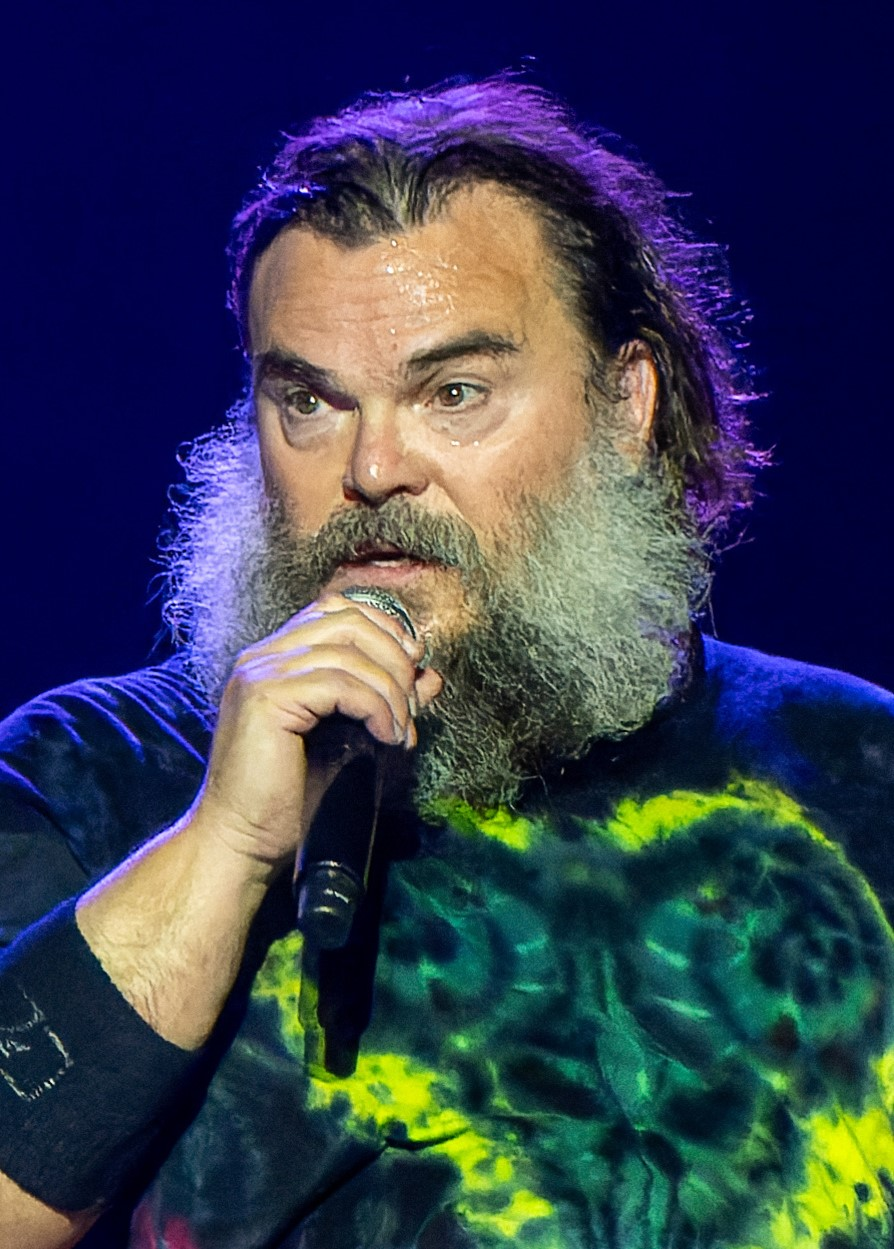
Jack Black, l'attore che interpreta Steve nel film uscito nell'aprile 2025

Steve appare nell'adattamento cinematografico del gioco, Un film Minecraft (2025) interpretato da Jack Black, appare anche Alex in una scena dopo i titoli di coda interpretata fisicamente da Alice May Connolly e doppiata da Kate McKinnon. Sia Steve che Alex sono skin disponibili nello spin-off Minecraft Dungeons, con Steve la skin più popolare tra i giocatori.
Al di fuori del franchise, Steve è apparso nella versione per PC di Super Meat Boy, dove viene riferito come "Mr. Minecraft". Steve ed Alex sono personaggi utilizzabili in Super Smash Bros. Ultimate insieme ad alcuni nemici. Accessori basati sulla testa di Steve sono apparsi in Hybrid.